# Stjepan Čuraj
Stjepan Čuraj (ur. 19 grudnia 1980 w Osijeku) – chorwacki polityk i ekonomista, deputowany, sekretarz stanu.

## Życiorys
Ukończył ekonomię na Uniwersytecie w Osijeku, a także specjalistyczne studium administracji publicznej na tej samej uczelni. Specjalizował się w zamówieniach publicznych. Pracował w sektorze prywatnym, w tym na stanowiskach kierowniczych. Zaangażował się w działalność polityczną w ramach Chorwackiej Partii Ludowej. W latach 2017–2020 sprawował mandat posła do Zgromadzenia Chorwackiego, w którym w trakcie kadencji zastąpił Ivana Vrdoljaka. We wrześniu 2020 mianowany sekretarzem stanu w ministerstwie finansów. W grudniu tegoż roku zastąpił Predraga Štromara na funkcji przewodniczącego partii; ugrupowaniem kierował do listopada 2022. W marcu 2023 odszedł ze stanowiska rządowego.